# Atara (Balibo)
Atara ist eine osttimoresische Aldeia im Suco Balibo Vila (Verwaltungsamt Balibo, Gemeinde Bobonaro). 2015 lebten in der Aldeia 421 Menschen.

## Geographie
Atara liegt im Norden des Sucos Balibo Vila. Westlich befindet sich die Aldeia Fatululik, südlich die Aldeia Balibo Vila, östlich die Aldeia Amandato und nordöstlich die Aldeia Belola. Im Nordwesten grenzt Atara an den Suco Sanirin.
Von Süden her reicht Balibo, der Hauptort des Sucos, mit seinen Ortsteilen Airae, Atara und einem kleinen Teil von Misi in die Aldeia Atara hinein. In diesen Teil von Misi befindet sich die Kirche Santo António.

## Politik
2023 wurde Evaristo Soares zum Chefe de Aldeia gewählt.